# 沈祖炎
沈祖炎（1935年6月5日—2017年10月11日），中國浙江杭州人，钢结构专家，中国工程院院士。

## 生平
沈祖炎于1951年自上海市南洋模范中学毕业后，考入交通大学土木工程系。1952年院系调整中交大土木系并入同济大学，他于1955年毕业于同济大学工业与民用建筑结构专业。此后留校任教。1966年从同济大学结构理论专业研究生毕业。1980年前往美国理海大学任访问学者。
他长事从事钢结构领域的研究工作，曾任同济大学副校长、研究生院院长，上海防灾救灾研究所所长，土木工程防灾国家重点实验室主任等职。2005年当选中国工程院院士。
2017年10月11日逝世。